# Het gebed van Manasse

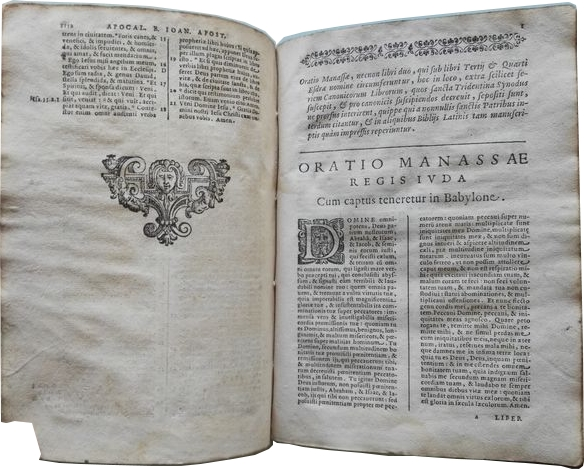
Het gebed van Manasse in een vertaling van de Vulgaat uit 1598

Het gebed van Manasse is een van de, door zowel joden, rooms-katholieken als protestanten als apocrief beschouwde boeken die voorkomt in bepaalde edities van de Griekse Septuagint en als een bijlage in de Latijnse Vulgaat. Hiëronymus voegde het als bijlage aan de Vulgaat toe omdat "het anders verloren gaat". In sommige edities van de Septuagint vormt het een deel van het eveneens apocriefe boek Oden en wordt geaccepteerd als deutero-canoniek boek door sommige Oosters Orthodoxe christenen. Maar het komt niet voor in de moderne gedrukte Griekse bijbels, ongeacht of deze bijbels in antiek of modern Grieks zijn vertaald. In de Ethiopische bijbel is het gebed opgenomen in het Bijbelboek II Kronieken.
Het gebed van Manasse wordt gezongen in de completen van de Oosters-orthodoxe liturgie.

## Inhoud
Dit korte gebed van slechts 14 of 15 verzen is een smeekbede, toegeschreven aan de Judese koning Manasse. Deze koning wordt in de Bijbel genoemd als een van de grootste afgodendienaars van alle Judese koningen (2 Koningen 21-1-18). Nadat hij echter krijgsgevangen genomen is door de Assyriërs, bidt hij God om vergeving (2 Kronieken 33:10-17) en wordt weer in genade aangenomen.